# Rötjärnen (Nordmalings socken, Ångermanland, 708277-168108)
Rötjärnen är en sjö i Nordmalings kommun i Ångermanland och ingår i Öreälvens huvudavrinningsområde. Rötjärnen ligger i Öreälven Natura 2000-område.